# 良岑長松
良岑 長松（よしみね の ながまつ）は、平安時代初期から前期にかけての貴族。名は良松とも記される。大納言・良岑安世の次男。官位は従四位上・山城権守。

## 経歴
承和年代の初頭に常陸権大掾・伊予掾を歴任した。
承和5年（838年）遣唐使准判官として渡唐したが、翌承和6年（839年）の帰国時に嵐に遭い漂流し、南海の島に漂着した。同乗者の多くが命を落とす中で幸運にも生き残り、遣唐知乗船事の菅原梶成（医師）らと協力して壊れた船の廃材から船を仕立て直し、承和7年（840年）6月大隅国に帰着した。同年中に従六位下から4階昇進し従五位下に叙爵された。
その後、仁明朝では侍従・丹波介・縫殿頭を歴任した。
嘉祥3年（850年）文徳天皇の即位に伴い、従五位上に叙せられた。のち、宮内大輔・諸陵頭を経て、文徳朝末の天安2年（858年）正月に武蔵守に転任すると、大和権守・但馬権守・河内守・山城権守と清和朝から陽成朝にかけては主に地方官を歴任した。またこの間、貞観10年（868年）正五位下、元慶元年（877年）従四位上に叙せられている。
元慶3年（879年）11月10日卒去。享年66。最終官位は散位従四位上。

## 人物
琴の名手で、腕前を見込まれて遣唐使に選ばれたが、他に才能は無かったという。

## 官歴
『六国史』による。
- 承和元年（834年） 正月19日：遣唐准判官
- 承和年間初頭：常陸権大掾。伊予掾
- 時期不詳：従六位下
- 承和7年（840年） 日付不詳：正六位上。12月18日：従五位下
- 承和9年（842年） 11月8日：侍従
- 承和13年（846年） 正月13日：丹波介
- 承和15年（848年） 2月14日：縫殿頭
- 嘉祥3年（850年） 4月17日：従五位上
- 嘉祥4年（851年） 4月8日：次侍従
- 仁寿2年（852年） 2月15日：宮内大輔
- 仁寿3年（853年） 7月21日：諸陵頭
- 仁寿4年（854年） 2月16日：宮内大輔
- 天安2年（858年） 正月16日：武蔵守
- 貞観7年（865年） 5月25日：大和権守
- 貞観9年（867年） 正月12日：但馬権守
- 貞観10年（868年） 正月7日：正五位下
- 貞観11年（869年） 2月16日：宮内大輔
- 時期不詳：従四位下。河内守。山城権守
- 元慶元年（877年） 11月21日：従四位上
- 元慶3年（879年） 11月10日：卒去（散位従四位上）